# Concord Records
Concord Records — американська компанія звукозапису, розташована в Беверлі-Гіллз, штат Каліфорнія.
Лейбл Concord Records має багату спадщину і сприяє виконавцям, що мають особливий та незвичайний талант і творчість яких часто виходить поза межі жанрів.
Лейбл найбільш відомий своєю успішною співпрацею з легендарними митцями, такими як Рей Чарлз, Серхіо Мендес, Джеймс Тейлор і Пол Саймон. Виконавці, записані цим лейблом, отримали чотирнадцять премій Греммі і вісімдесят вісім разів номінувалися на цю нагороду.

## Історія
В 1960-х роках Карл Джефферсон володів восьмим за величиною у США автосалоном «Лінкольн Меркюрі» в Конкорді. Але пристрастю бізнесмена був джаз.
1969 року Джефферсон організував перший джазовий фестиваль у місті Конкорд, в Північній Каліфорнії. Виступаючи на одному з ранніх фестивалів, гітаристи Герб Елліс
і Джо Пас звернулися до Джефферсона з приводу фінансування та створення студії звукозапису. Так 1973 р. народився лейбл Concord Jazz.
Джефферсон продав лейбл компанії Alliance Entertainment 1994 року і наступного року помер.
Concord Records був запущений 1995 року як підрозділ, призначений для виходу за рамки основного лейблу компанії Concord Jazz.
1999 року Concord Records був придбаний консорціумом на чолі з Гарольдом Габа та телевізійним продюсером Норманом Ліром. Його офіси були перенесені з Конкорду, Каліфорнія до Беверлі-Хіллз 2002 року. Того ж року Concord співпрацював із Starbucks над випуском релізу альбому Genius Loves Company Рея Чарлза, яка виграла вісім премій Греммі, у тому числі — Альбом року.
2005 року оголошено про придбання компанією Concord Records лейблу Telarc Records та її дочірню компанію Heads Up за угодою, умови якої не були розголошені
2007 року компанія Concord Records створила разом із Starbucks лейбл Hear Music, підписавши таких виконавців, як Пол Маккартні, Джоні Мітчелл та Джон Мелленкемп.
Незважаючи на припинення за рік Starbucks'ом активного партнерства, Concord продовжував діяльність у цьому напрямку та 2010 року ввійшов у Top-5 із альбомом Live at the Troubadour з Керол Кінг і Джеймсом Тейлором.
2008 року Village Roadshow Pictures Group та головна компанія Concord Music Group завершили злиття, в результаті чого було створено Village Roadshow Entertainment Group.